# Marlen Krause
Marlen Krause (heute Marlen Salm, * 15. April 1967 in Hamburg) ist eine ehemalige deutsche Hörspielsprecherin.

## Leben und Wirken
Bekannt wurde Marlen Krause in den 1970er-Jahren durch Sprechrollen in diversen Hörspielen. So lieh sie in der von Europa neuaufgelegten Serie Bummi (nach Martha Schlinkert), der Hauptfigur  Angelika, genannt Bummi, Fröhlich ihre Stimme.
Anschließend wirkte sie als Tini bei Tina und Tini mit sowie in zahlreichen anderen Hörspielproduktionen. Darunter zählten beispielsweise TKKG oder Die drei ???
Die Produktionen bei EUROPA liefen unter der Regie von Heikedine Körting. Erstmals wirkte sie 1972 an einer Hörspielproduktion mit.
Marlen Krause absolvierte eine Ausbildung als Typografin und studierte Kommunikationsdesign an der Hochschule für Angewandte Wissenschaften Hamburg. Heute arbeitet sie als Mediengestalterin am Deutschen Museum in München. Als Hörspielsprecherin ist sie seit 1989 nicht mehr tätig.

## Sprechrollen (Auswahl)
- Man nennt mich Bummi
- Was ist mit Bummi los?
- Bummi und Fiete
- Ein Fall für TKKG, Angst in der 9a
- Fünf Freunde (9) im alten Turm
- Tina und Tini (4 Folgen)